# Abdul Shamsid-Deen
Abdul Shamsid-Deen, (nacido el 1 de agosto de 1968 en Nueva York, Nueva York)  es un exjugador de baloncesto estadounidense. Con 2.08 de estatura, su puesto natural en la cancha era el de pívot. 

## Trayectoria
- Universidad de Providence  (1986-1990)
- Racing París   (1990-1992)
- Santeros de Aguada (1992)
- Club Bàsquet Sant Josep Girona (1992-1993)
- Bayer Leverkusen  (1993-1994)
- Vaqueros de Bayamón (1994)
- Bayer Leverkusen (1994-1995)
- Strasbourg IG (1995)
- Ülkerspor  (1995-1996)
- Santeros de Aguada (1996 )
- Club Ourense Baloncesto(1996-1997)
- Cocodrilos de Caracas (1997)
- Leones de Ponce (1997)
- Hapoel Galil Elyon (1997)
- Maccabi Rishon LeZion (1998)
- AEL Limassol  (1998-1999)
- Sosnowiec  (1999)
- Brooklyn Kings (1999)
- Ratiopharm Ulm (1999-2000)
- Brandt Hagen (2000-2001)
- Obras Sanitarias (2001)
- Maratonistas de Coamo (2001)
- Traiskirchen Lions (2001-2002)
- Toros de Aragua (2002)
- San Carlos (2002)
- Maratonistas de Coamo (2002)